# Шишкин, Георгий Георгиевич
Гео́ргий Гео́ргиевич Ши́шкин (род. 25 января 1948, Свердловск) — советский и российский художник, разработавший свою особую технику с оригинальным методом подготовки основы под пастель, мастер современного портрета, автор картин цикла «Русские сны» (с 1992), триптиха «Посвящение Русскому балету Дягилева» (1997), а также автор почтовых марок Монако и России.

## Биография

### Происхождение
Родился в 1948 году в Свердловске в семье Георгия Ивановича Шишкина (1923 — ?), музыканта-скрипача (первая скрипка оркестра Свердловского театра музыкальной комедии), ветерана Великой Отечественной войны, участника боёв за Сталинград и Галины Кузьминичны (урождённой Кушниной), инженер-строитель, работала в институте Уралгипроруда. Дед Иван Мефодиевич Шишкин переселился в Екатеринбург из Вятской губернии. Его прадед (по материнской линии), которого Георгий знал, ослепшим, до девятнадцати лет, — Ефим Иванович Корабельщиков был врачом в Русской армии.
Бабушка Анна Ефимовна Кушнина (урождённая Корабельщикова), воспитывавшая внука, работала на дому швеёй-модельером. В девичестве она училась у французской швеи-модельера. Её родители, крестьяне дореволюционной России, создавшие своим трудом небольшое, но крепкое хозяйство, платили за учёбу дочери золотом значительную по тем временам сумму. Накануне первой мировой войны их состояние позволяло им записаться в разряд купцов I-й гильдии. Анна Ефимовна в молодости пела в церковном хоре, любила оперу. Она осталась вдовой с двумя малолетними детьми на руках после того, как в 1937 году Кузьма Петрович Кушнин — инженер-механик, специалист по строительству и реконструкции уральских заводов, работая на «Уралмашзаводе», «погиб под трамваем, возвращаясь с работы». Эта версия не подтверждается в действительности: на городском кладбище нет его могилы. Позже бабушка вспоминала, что в последнее время до его исчезновения за ним следовал какой-то человек. Кузьма Петрович происходил из известной до революции в Тюмени семьи Кушниных, хлебосольной и славившейся благотворительностью. Отец его Пётр Степанович Кушнин любил лошадей и держал конюшни.
В комнате, оставшейся Анне Ефимовне от их 4-комнатной квартиры после подселения в войну эвакуированных с Украины, любили собираться творческие люди, и она пела романсы, аккомпанируя себе на гитаре.

### Детство
С шести лет учился в музыкальной школе по классу скрипки, но «был уже уверен, что должен стать художником», и практиковался в рисовании. В детстве испытал сильное влияние атмосферы дома прадеда и прабабушки (по материнской линии), сохранивших уклад дореволюционной жизни, русские традиции. Дом был снесён в 1968 году, а на его месте построено безликое здание общежития.
В десять лет поступил в Художественную школу при Художественном училище Свердловска, которую окончил с отличием в 1963 году, в числе трёх лучших выпускников, получив рекомендацию для продолжения учёбы. Eго преподавателем был художник Николай Моос, впоследствии художник-график, иллюстратор русских сказок.

### Юность
После художественной школы по настоянию родных поступил в Строительный техникум.
Затем работал два года в архитектурной мастерской главного архитектора Уралгипромеза Бориса Викторовича Гуляева. Архитектор и художник, энциклопедически образованный человек, Гуляев стал надолго (до своей кончины в 1984 году) его учителем и другом. Они вместе ходили на этюды (и в дождь, и в холод), обсуждали проблемы искусства. Именно Гуляев настоятельно посоветовал юноше продолжить учёбу.
В 1975 году окончил Свердловский архитектурный институт, филиал Московского архитектурного института (МАрхИ), (ныне Уральская государственная архитектурно-художественная академия), где в то время преподавали ведущие художники Урала.
В период учёбы (1969—1975) он путешествовал с этюдником по старинным городам России. Один или вместе с другом — молодым преподавателем истории искусства Анри Юрьевичем Каптиковым, выпускником Академии Художеств, знатоком русской архитектуры, открывшим ему целый ряд видений древней Руси. Большое впечатление на него оказали фрески Андрея Рублева в Успенском соборе Владимира.
С 1974 года начал участвовать в профессиональных художественных выставках. В том же году стал лауреатом Всероссийского конкурса студенческого творчества и был приглашён к участию во Всесоюзной выставке «Творчество молодых» на ВДНХ СССР в Москве.

### После окончания института
После окончания института с 1975 по 1978 год работал архитектором в 1-й мастерской Свердловскгражданпроекта.
С 1978 по 1988 год преподавал на кафедре рисунка Свердловского архитектурного института (УрГАХА). С 1981 по 1982 год стажировался в Московском высшем художественно-промышленном училище имени Строганова.
В 1985 году стал членом Союза художников СССР.
С 1986 по 1987 год прошёл стажировку на кафедре повышения квалификации в Московском архитектурном институте.
Ряд персональных выставок Георгия Шишкина прошёл в России в 1980-х годах.
По приглашению от дирекции Центрального дома работников искусств (ЦДРИ) в 1987 году он приехал с выставкой в Москву.
Более 10 выставок состоялись в Москве и Московской области, в городке космонавтов Звёздном, в городе физиков Дубне.
В 1987 году его картины были представлены в научно-популярной телепередаче «Очевидное-невероятное» её ведущим Сергеем Петровичем Капицей.
В 1988 году художник осуществил поездку по России, посетив, в частности, Ферапонтов монастырь с фресками Дионисия и Кирилло-Белозерский монастырь.
В январе 1989 года вышла статья о его творчестве в журнале «Огонёк» (тиражом 3 млн экземпляров).
С 1989 года участвует в выставках за рубежом, сначала в Западной Германии. В этом же году вступил в Международную федерацию художников-графиков при ЮНЕСКО.
В 1991 году переехал в Москву, перевелся в Московскую организацию Союза художников России. Является членом Московского Союза художников.
В 1993 году впервые посетил Францию, в 1996 году остановился в Париже и в этом же году приглашён с выставкой в Монако. С 1998 года является резидентом княжества Монако.
Принимает участие в различных благотворительных мероприятиях, особенно в пользу детей России.

## Творческая деятельность

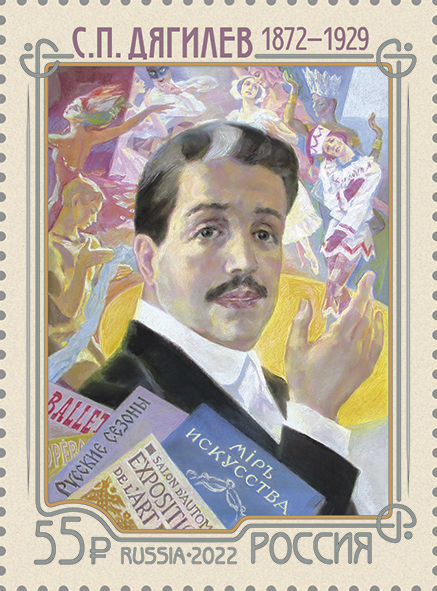
На почтовой марке изображена картина художника Г.Г. Шишкина с портретом С.П. Дягилева

С 1974 года, будучи студентом, Георгий Шишкин начал участвовать в профессиональных художественных выставках.
Обучаясь на 3-м курсе Свердловского архитектурного института, разработал дизайн светильников для Исторического сквера Свердловска.
Экспериментируя в разных техниках, с 1980 года отдаёт предпочтение пастели.
Первая его персональная выставка состоялась в Свердловске в 1981 году. Несколько картин с этой выставки было приобретено Государственной картинной галереей Свердловска.
С 1982 по 1985 год создал музей Свердловского государственного академического театра оперы и балета, включающего в себя пространственно-консольные конструкции с экспонатами, две настенные росписи и галерею портретов ведущих солистов театра.
Также работал архитектором в 1-й мастерской института Свердловскгражданпроект над несколькими проектами, по которым были построены в Свердловске: Дом кинематографистов, Центр хирургии, Дом для зарубежных гостей, НИИ Сельэнергопроект.
Разрабатывал предложения образного решения станций метро.
В 1980-х годах в России прошёл ряд персональных выставок художника.
С 1989 года он участвует в выставках за рубежом, сначала в Западной Германии.
В 1991 году сделал несколько росписей для фасада екатеринбургской церкви Всех Святых, в дар церкви, где он был крещён во младенчестве.
С 1992 года, после первых поездок за границу (в Западную Германию и Голландию), Георгий Шишкин, начал работу над картинами цикла «Русские сны», в которых стремился выразить духовную сущность бытия, объединяя абстрактное с реальным.
В 1993 году картина Шишкина, посвящённая Фёдору Шаляпину, была представлена в Большом театре в Москве на юбилейном концерте в присутствии потомков Шаляпина.
Приезд Георгия Шишкина в Париж в 1993 году принёс ему встречи со «старыми русскими», которые сохранили русскую культуру вдали от Родины, и дал ему импульс для продолжения его цикла «Русские сны». Именно в Париже, центре искусства и индустрии развлечений, он осознаёт себя русским художником.
В 1995 году выставку Георгия Шишкина в Версале открывает мэр города Андре Дамьен, член Французской Академии. К выставке издается альбом с предисловием Андре Дамьена и со статьей писателя и искусствоведа Пьера-Марка Левержуа, автора книги о Родене.
В том же году проходит выставка Георгия Шишкина в Каннах, на которой французы приобретают четыре картины художника, из них три — из цикла «Русские сны».
Эксперт и коллекционер искусства, лорд Алистер Макэлпайн, член Совета по культуре и искусству Великобритании, посетив выставку Шишкина в Париже, посвятил ему статью в лондонском журнале «The European Magazine» под названием «Художник, улавливающий загадку России» («Painter who captured the enigma of Russia»; 21—27 сентября 1995), отметив высокое мастерство художника.
В 1998 году Георгий Шишкин приглашён участвовать в престижной выставке «XXXII-й Международный приз современного искусства Монте-Карло», организованной Фондом принца Пьера в Монако. Приглашён выставить триптих «Посвящение Русскому балету Дягилева» в Музеe изобразительных искусств в Ментоне (Menton), Франция.
В 1999 году художник стал лауреатом Гран-при Фонда Тейлора.
В том же году Георгий Шишкин приглашён почётным президентом выставки «Творцы сегодня» во Дворце конгрессов Сан-Ке-Портрие (Saint-Quay-Portrieux) во Франции и участвовал в выставке «Мэтры современного портрета» в Музеe изобразительных искусств в Ментоне.
На аукционе Кристис (Christie’s) в Монако 5 марта 1999 года картина Георгия Шишкина заняла четвёртое место по уровню цен среди произведений 12-ти художников: Арман, Ботеро, Матта, Фолон. Этот факт отметила французская газета «Фигаро»(«Le Figaro») в номере от 20 марта 1999 года. Картина Шишкина была приобретена Лучано Паваротти.
Персональные выставки Георгия Шишкина прошли во Дворце Фестивалей в Каннах (1999), в Галерее музеев в Ницце (2000), в Музее импрессионизма Овер-сюр-Уаз (2001), в Галерее ART 3 в Париже (2005), в Форуме Гримальди в Монако (2006).
Приглашённый к оформлению интерьеров, художник осуществил серию картин для Дворца президента Объединённых Арабских Эмиратов шейха Зайда ибн Султана Аль Нахайяна, а также написал несколько картин по заказу министра, сына президента, Мухаммеда ибн Зайда Аль Нахайяна.
В 2008 году стал почётным приглашённым гостем Международной выставки Пастели в Лиможе (Франция).
В 2010 году состоялась персональная выставка «Русские сны» Георгия Шишкина в Париже, в Год России во Франции.
В 2012 году выставка Георгия Шишкина в Бельгии, в Ватерлоо, открылась 6 июня в присутствии Александра Пушкина (потомка поэта), живущего в Брюсселе, коллекционера почтовых марок Монако. В этом выставочном зале проходили выставки знаменитых художников: Дельво, Магритта, Фолона… 14 июня состоялась конференция — встреча с художником.
На торжественном открытии Года России в Монако 2015 года в присутствии правящего князя Альберта II в Гримальди Форуме была показана выставка Георгия Шишкина «Посвящение Русскому балету», прошла презентация почтовых марок Года России и посвящённых Русскому балету Дягилева, над которыми работал художник.
В 2015 году — Год России в Монако — состоялась персональная выставка «Русские сны» Георгия Шишкина в Монако, в Центре конгрессов имени Ренье III. В своём приветственном письме к открытию выставки Михаил Швыдкой, специальный представитель президента РФ по международному культурному сотрудничеству, назвал художника «народным дипломатом».
На торжественном вечере закрытия Года России в Монако в Опере Монте-Карло была представлена его картина, посвящённая композитору П. И. Чайковскому. Он также — автор почтовой марки Монако в честь 175-летнего юбилея Чайковского.
В 2017 году состоялась выставка художника Георгия Шишкина в Государственном Русском музее в Санкт-Петербурге.
Произведения Георгия Шишкина находятся в музеях и частных коллекциях во многих странах мира, в частности, в Санкт-Петербургском музее театрального искусства, во Владимирском музее изобразительных искусств, в Княжеском дворце Монако, в коллекции королевы Великобритании Елизаветы II, Лучано Паваротти, графа Гислена де Вогюэ, братьев лордов Дэвида и Фредерика Барклей (потомков героя войны 1812 года Барклая де Толли), лорда Алистера Макэльпайна, Андре Верде, Ги Хэйтенса, Рая Сидауи, графа Гислена де Вогюэ, Жана-Ремо Буля (потомка Андре-Шарля Буля), князя Никиты Дмитриевича Лобанова-Ростовского и других.

### Портреты
Георгий Шишкин является автором серии портретов творческих людей. Ему позировали: Борис Штоколов (1984), Пётр Гусев (1884, портрет находится в Музее театрального искусства, Санкт-Петербург), Елена Гоголева (1984, портрет находится в ЦДРИ, Москва), Юрий Соломин (1985), Рамаз Чхиквадзе (1985), Верико Анджапаридзе (1985), Иннокентий Смоктуновский (1988), Юрий Яковлев (1988), Жан Маре (1995), Инна Чурикова (1998), Глеб Панфилов (1998), Жерар Депардье (2003), Сергей Безруков (2009), князь Никита Дмитриевич Лобанов-Ростовский (2014) и др. Художник был приглашён в княжеский дворец Монако для создания портрета князя Альберта II.
Французский поэт и искусствовед Андре Верде), друг Пикассо, Матисса и Шагала, написал:
Без преувеличения я расцениваю Георгия Шишкина как одного из лучших портретистов, что я знаю в Европе. Его удивительное мастерство основывается на подчёркнутой чувствительности техники, в которой скользит сама тайна живописи.

## Выставки
Персональные выставки (основные)
- 1974 — Свердловский Архитектурный институт (ныне Уральская Государственная архитектурно-художественная академия), Свердловск / Екатеринбург;
- 1981 — Дом работников культуры, Свердловск / Екатеринбург;
- 1982 — Музей искусств, Ирбит;
- 1983 — Центральный выставочный зал, Тюмень;
- 1984 — Дом архитекторов, Свердловск; — Уральская государственная консерватория, Свердловск / Екатеринбург;
- 1985 — Выставка портретов ведущих солистов театра, Свердловский Государственный академический театр оперы и балета, Свердловск / Екатеринбург;
- 1986 — Дворец культуры Уралмашзавода, Свердловск / Екатеринбург;
- 1987 — Центральный дом работников искусств (ЦДРИ), Москва; — Библиотека Московского инженерно-строительного института (МИСИ), Москва; — Центральный дом литераторов, Москва; — Дом культуры, Дубна; — Дворец культуры, Звёздный городок космонавтов; — Центральный дом архитекторов, Москва; — Центральный Дом туристов, Москва;
- 1988 — Дом культуры Московского государственного университета на улице Герцена, Москва; — Центральный дом кинематографистов, Москва;
- 1989 — Выставочный зал Министерства нефтяной и газовой промышленности, Москва;
- 1991 — Выставочный зал Верховного Совета СССР, Москва; — Галерея «Burg Vossloch», Гамбург, ФРГ;
- 1993 — Большой театр (презентация картины, посвящённой Фёдору Шаляпину), Москва; — Выставка на XIX-м Международном конгрессе философов, Москва; — Выставка на II-м Конгрессе соотечественников, Российская академия наук, Москва;
- 1994 — Галерея ADS, Париж, Франция;
- 1995 — Трианон Палас, Версаль; — Выставочный зал, Отель Мажестик, Канны; — Торговое представительство РФ в Париже (после выставки Михаила Шемякина);
- 1996 — Выставочный зал, Отель де Пари (первая персональная выставка в Монако), Монте-Карло, Княжество Монако;
- 1997 — Выставочный зал, Отель де Пари (вторая выставка; первая презентация триптиха «Посвящение Русскому балету Дягилева» к 700-летию династии Гримальди), Монте-Карло, Монако;
- 1998 — Музей изобразительных искусств, Ментон, Франция;
- 1999 — Дворец фестивалей, Канны; — Оперный театр Монте-Карло, княжество Монако;
- 2000 — Выставка «Русские сны», Галерея музеев (Galerie des Ponchettes), Ницца; — Музей импрессионизма, Овер-сюр-Уаз, Франция; — Оперный театр Ниццы;
- 2001 — Национальный театр Мухамеда V, Рабат, Марокко (по приглашению Министерства культуры);
- 2004 — Выставка одной картины, посвященной Лермонтову, Королевский театр де ля Моне, Брюссель, Бельгия;
- 2005 — Выставка в Библиотеке-фонде русского зарубежья (ныне Дом русского зарубежья имени Александра Солженицына), Москва; — Галерея ART-3, Париж; — Большой театр, Люксембург; — Музей «Цитадель», Вильфранш-сюр-Мер, Франция;
- 2006 — Форум Гримальди, Монако;
- 2008 — Выставка к 150-летию русского присутствия на Лазурном Берегу, Университетский центр Средиземноморья (CUM), Ницца;
- 2009 — Выставка в рамках Гала-концерта, посвящённого 100-летию Дягилевских сезонов в Париже, Театр Пьера Кардена, Париж, 23 апреля;— Галерея «Monaco Fine Arts», «Посвящение Русскому балету Дягилева», Монте-Карло; — Выставка, посвящённая 100-летию Русских балетных сезонов Дягилева (награждён золотым дипломом Дягилева), Резиденция посла РФ во Франции (здание бывшего Посольства Российской Империи), Париж; — Выставка «Посвящение Нижинскому и Русскому балету Дягилева», Выставочный зал Ассоциации изобразительных искусств при ЮНЕСКО, Монако (10, Quai Antoine I), с 27 сентября (Европейский день культурного наследия) по 26 октября;
- 2010 — Выставка «Русские сны» Георгия Шишкина, Париж, Мэрия XVI-го округа: 71, avenue Henri Martin, в рамках Года России во Франции[6] под покровительством Французской Академии;
- 2011 — Выставка двух картин (диптих 2,5 × 2,5 м) «Прощание» и «Рождение» из цикла «Русские сны» в Кафедральном соборе Монако с 14 мая по настоящее время;
- 2012 — Выставочный зал, Ватерлоо, Бельгия, с 6 июня по 1 июля в по адресу: 308, Chaussée de Bruxelles 1410 Waterloo. Вернисаж 6 июня в присутствии Александра Пушкина (потомка поэта), живущего в Брюсселе, коллекционера почтовых марок Монако. Конференция (встреча с художником) 14 июня. В этом зале проходили выставки Дельво, Магритта, Фолона…
- 2013 — Московский Губернский театр (с декабря 2013) по адресу: Москва, Волгоградский проспект, 121 (метро «Кузьминки»);
- 2014 — Выставка на международном культурно-экономическом форуме «Дни России в Европе», Баден-Баден, Германия; — Культурный центр Сирии, Париж; — Большой театр, Выставка одной картины «Связь времен» на торжественном вечере 200-летия М. Ю. Лермонтова 15 октября, Москва; — Выставка «Посвящение Русскому балету» на торжественном открытии Года России в Монако в присутствии правящего князя Альберта II, Гримальди Форум, Монако;
- 2015 — Выставка «Русские сны» Георгия Шишкина в программе Года России в Монако, с 10 июля по 2 августа 2015, Центр конгрессов Auditorium Rainier III, Монте-Карло, Монако. Представлено 87 картин; — Выставка 20-ти картин, Кафедральный собор Монако, с 12 августа по 12 октября; — Выставка одной картины, посвященной композитору Чайковскому, на торжественном вечере закрытия Года России в Монако, Опера Монте-Карло, Монако;
- 2017 — Выставка произведений Георгия Шишкина «Русские сны», Государственный Русский музей, Санкт-Петербург, с 28 июня по 31 июля 2017. Вернисаж — 28 июня с 16 ч. — Выставка в Большом зале Выставочного центра Санкт-Петербургского Союза художников (историческое здание бывшего Императорского Общества поощрения художествъ); — Выставка «Русские сны» в Государственном музее Владимира (Палаты, по адресу: ул. Большая Московская, 58), со 2 ноября до 27 января 2018;
- 2018 — Выставка в замке Фалль, Кейла-Йоа (под Таллином); — Выставка «Русские сны» Георгия Шишкина в Таллине с 18 сентября по 10 октября по адресу: улица Валли (Valli) 4, Tallinn.
- 2019 — Выставка «Русские сны» Георгия Шишкина (посвящена 45-летию творческой деятельности), Таллин, Дом Учителя (бывший Дом правительства), Ратушная площадь, 14, с 18 февраля по 31 марта.
- 2024 — Выставка «Между небом и землёй» (50-летие творческой деятельности) в Париже в Galerie Schwab Beaubourg (близ Центра Помпиду) по адресу: 35, rue Quincampoix 75004 Paris, с 25 января по 9 марта 2024

Групповые выставки (основные)
- 1973 — Всероссийская выставка студенческого творчества (Диплом лауреата конкурса), Новосибирск;
- 1974 — Традиционная весенняя выставка живописи (первое участие), Дом художников, Свердловск / Екатеринбург; — Всесоюзная выставка «Творчество молодых», ВДНХ СССР (ныне Всероссийский выставочный центр, ВВЦ), Москва;
- 1979 — Областная выставка живописи, Свердловская Государственная галерея (Музей искусств), Свердловск / Екатеринбург;
- 1980 — Областная выставка Союза молодых художников «Создано молодыми», Выставочный зал Союза художников, Свердловск / Екатеринбург; — VI-я Всесоюзная выставка акварели, Центральный дом художника, Москва;
- 1981 — Выставка новых поступлений, Свердловская Государственная картинная галерея (Музей искусств), Свердловск / Екатеринбург;
- 1982 — Всесоюзная выставка «Молодость страны», Центральный выставочный зал «Манеж», Москва;
- 1985 — Зональная выставка «Урал социалистический», Музей искусств, Свердловск / Екатеринбург;
- 1987 — Российско-американская выставка на Конгрессе «Сотрудничество в космосе во имя мира на Земле», Центр международной торговли, Москва;
- 1989 — Галерея «Raum und Kunst», Гамбург, ФРГ; — Галерея «Малая Грузинская, 28», Москва; — Международная выставка «Искусство и Космос», «Kö-Galerie», Дюссельдорф, ФРГ;
- 1990 — Galerie Burckman, Ганновер, ФРГ; — Выставка русских художников в компании «Aufina», Бад-Хомбург, ФРГ;
- 1991 — «Русское искусство» (Кандинский и др.), Галерея «Burg Vossloch», Гамбург, ФРГ; — «Российский портрет», Московский Дом художников, Кузнецкий мост, Москва; — Выставка Международной федерации художников-графиков ЮНЕСКО, Центральный выставочный зал «Манеж», Москва;
- 1993 — Выставка «Автопортрет», Галерея «Малая Грузинская, 28», Москва; — Выставка «Время Марины Цветаевой», Музей изобразительных искусств, Александров, Россия; Шумен, Болгария;
- 1995 — Международная выставка «Художники мира», Париж, Бейрут, Дамаск, Алеппо;
- 1996 — Салон французских художников (медаль и приз Фонда Тейлора), Пространство Эйфель-Бранли, Париж; — Выставка художников Монако (почётный приглашённый), Центр международных встреч, Монте-Карло, Монако;
- 1997— Выставка, посвящённая Сергею Павловичу Дягилеву, Посольство Российской Федерации во Франции, Париж; — Выставка на I-м Фестивале славянской культуры, Российский культурный центр, Париж; — Салон французских художников (медаль и приз салона), Пространство Эйфель-Бранли, Париж; — Галерея «Monaco Fine Arts», Монте-Карло;
- 1998 — Выставка «XXXII-й Международный приз современного искусства Монте-Карло», организованная Фондом принца Пьера, Монако;
- 1999 — Выставка в Christie’s 12-ти художников: Арман, Ботеро, Шишкин, Фолон, Матта, Тобиас и др., Монако; — Выставка «Творцы сегодня» (приглашён почётным президентом выставки), Дворец конгрессов, Saint-Quay-Portrieux, Франция; — «Мэтры современного портрета», Музей изобразительных искусств, Ментон, Франция;
- 2000 — Выставка пяти лауреатов Гран-при Фонда Тейлора (за пять лет), Галерея Фонда Тейлора, Париж;
- 2001 — Выставка «Послы европейского искусства», Линкольн-Центр, Нью-Йорк, США; — Осенний салон, Париж;
- 2002 — Международная выставка «Европастель» (почётный приглашённый), Кунео, Италия; — Выставка «Адам и Ева», Атриум Казино, Монако;
- 2003 — «Европастель», Музей истории города Санкт-Петербурга; — Выставка, посвящённая Жану Маре, Дом Радио-Франс, Париж;
- 2004 — Выставка коллекции картин Андрэ Верде (Пикассо, Хартунг, Сезар…), Дворец-Музей Гримальди, Кань-сюр-Мер, Франция;
- 2005 — I-я Международная выставка пастели, Центральный дом художника, Москва; — Выставка посвящённая Сержу Лифарю, Оперный театр Шартра;
- 2006 — Выставка «Art en Capital», Гран Пале, Париж; — Осенний салон, Париж (триптих «Посвящение Дягилеву и Русскому балету» к 100-летию начала Дягилевских сезонов в Париже выставкой «Два века русского искусства» в Гран Пале); ; — «MonacoPhil 2006», Монако;
- 2007 — Международная выставка пастели (Приз выставки), Париж, Франция;
- 2008 — 8-й Международный фестиваль Пастели / выставка (почётный приглашённый), Фетия/Лимож, Франция;
- 2009 — Выставка «Столетие Русского балета Дягилева», Российский культурный центр, Париж; — Выставка «Столетие Русского балета Дягилева», Выставочный зал, Рамбуйе, Франция;
- 2010 — Выставка «Art en Capital», Гран Пале, Париж;
- 2011 — Выставка, посвященная Русскому балету Дягилева, в Château de la Chapelle d’Angillon, Франция; — Выставка произведений русских художников Парижа к 150-летию Собора св. Александра Невского в Париже с 17 по 24 ноября, Galerie Sialsky: 2, rue Pierre le Grand;
- 2014 — Мэрия, Антверпен, Бельгия;
- 2015 — Выставка художников Монако «Essentiel» (почётный приглашённый в Год России в Монако), Выставочный зал: 4, Quai Antoine I, Монако;

### Почтовые марки

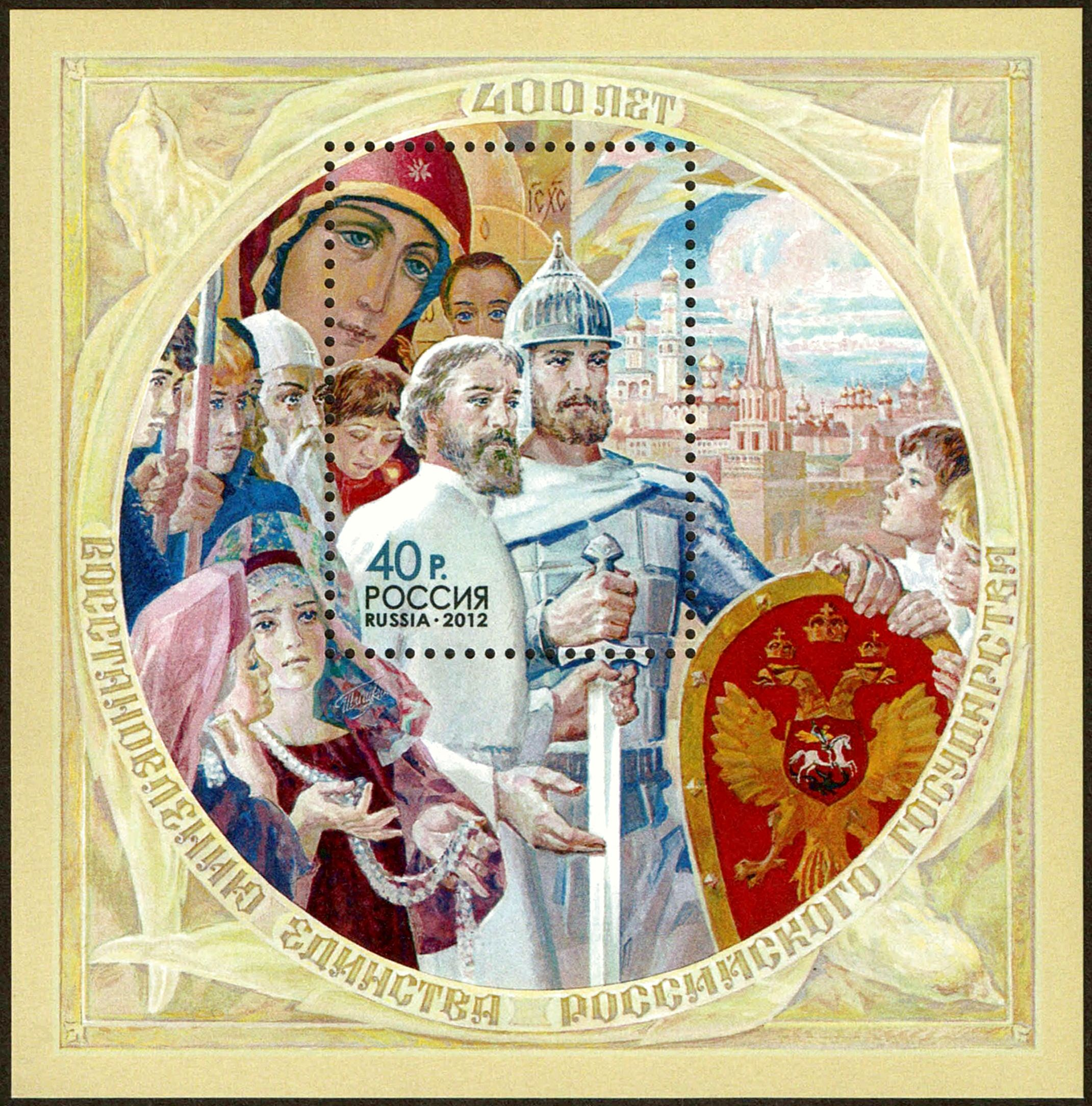
«400 лет восстановлению единства Российского государства» — лучшая почтовая марка России 2012 года

С 2005 года создал ряд почтовых марок для княжества Монако. В 2006 году выиграл международный конкурс на официальную марку с портретом князя Монако Альберта II, которая была помещена (в трёх экземплярах: зелёного, красного и синего цветов) на первую страницу каталога выставки «100 марок и филателистических документов среди наиболее редких мира» (Catalogue de Luxe de l’Exposition des 100 timbres et documents philatéliques parmi les plus rares du monde, «MonacoPhil 2006», Monaco).
В мае 2009 года в Монако выпущены две его почтовые марки «Столетие Русских балетов Дягилева» , за которые художник получил поздравление лично от Джеффри Марша, директора департамента балета Музея Виктории и Альберта, который приобрел 6 блоков.
В 2010 году вышла почтовая марка Монако его работы, посвящённая А. П. Чехову.
Георгий Шишкин стал победителем в международном конкурсе на почтовую марку в честь свадьбы правящего князя Монако Альбера II, которая выпущена блоком 1 июля 2011 года и подписывалась автором в первый день выпуска в Музее марок в Монако. (ТВ Первый канал, ТВ Центр)
.
Почтовые марки Монако
- «Зал Гарнье» (Опера Монте-Карло), блок из 6-ти марок, 16 ноября 2005[7] (Mi #2765—2770);
- «Филармонический оркестр Монте-Карло», 150-летие его основания, 6 апреля 2006[8] (Mi #2793);
- «Фонд принца Монако Пьера», 40-летие его основания, 20 июня 2006[9];
- «Портрет князя Альбера II в профиль», лауреат конкурса, 1 декабря 2006[10][11];
- «Европа — скауты», 100-летие основания скаутского движения лордом Робертом Бейден-Пауэллом (150-летие со дня его рождения), сцепка (диптих), 4 мая 2007[12][13];
- «Иоганнес Брамс», 175-летие со дня рождения композитора, 1 января 2008[14];
- «Борис Пастернак», 50-летие присуждения писателю Нобелевской премии, 8 апреля 2008[15].
- «48-й Телевизионный фестиваль Монте-Карло», 2 июня 2008[16].
- «Столетие Русского Балета Дягилева», 11 мая 2009[17][18].
- «Антон Павлович Чехов», 150-летие русского писателя, 4 декабря 2009[19].
- «Чемпионат по футболу в Южной Африке», сцепка (диптих), 4 марта 2010[20].
- «Свадьба князя Альбера II», блок, лауреат конкурса, 1 июля 2011[21].
- «50-летие первого полёта человека в космос»[22], 28 сентября 2011[23].
- «Теофиль Готье», 200-летие французского писателя, 10 октября 2011[24].
- «Клод Дебюсси», 150-летие французского композитора, 22 августа 2012[25].
- «Весна священная», к столетию дягилевского балета на музыку Стравинского, 22 мая 2013[26].
- «Рождество», 30 октября 2013[27].
- «2015 Год России в Монако», 7 января 2015[28].
- «Пётр Ильич Чайковский», 175-летие русского композитора, 3 сентября 2015[29].
- «Артуро Тосканини», 150-летие итальянского дирижёра, 21 июня 2017[30].
- «Жак Оффенбах», 200-летие французского композитора, 20 июля 2019[31].
- «Людвиг ван Бетховен», 250-летие немецкого композитора, 11 июня 2020[32].
- «Фёдор Михайлович Достоевский», 200-летие русского писателя, 25 мая 2021[33].
- «Сергей Павлович Дягилев», 150-летие театрального и художественного деятеля, 9 мая 2022[34].
- «Сергей Васильевич Рахманинов», 150-летие русского композитора и пианиста, 31 марта 2023[35].

### Почтовые марки России
- «400 лет восстановлению единства Российского государства», почтовый блок, 2 ноября 2012; получил признание в конкурсе — «лучшая почтовая марка России 2012 года»[36].
- «1150 лет миссии Святых равноапостольных Кирилла и Мефодия в славянские страны», почтовый блок, 24 мая 2013; получил признание в конкурсе — «лучшая почтовая марка России 2013 года»[37].
- «200 лет со дня рождения писателя И. С. Тургенева», почтовый блок, 10 августа 2018[38].
- «200 лет со дня рождения поэта Афанасия Фета», почтовый блок, 16 июля 2020[39].

## Художественные проекты
- 1973 — Фонари Исторического сквера Екатеринбурга — разработка проектов и моделей пяти типов декоративных светильников и руководство над исполнением на заводе Уралхиммаш;
- 1975 — Интерьеры Дома для зарубежных гостей (в русском стиле) с разработкой мебели, светильников и других деталей (рисунки резьбы по дереву — анималистические композиции, чеканка и др.), Сысерть, Свердловская область;
- 1983—1985 — Интерьер и экспозиция музея Екатеринбургского государственного академического театра оперы и балета с пространственно-консольными конструкциями, с двумя настенными росписями и галереей выдающихся артистов театра;
- 1991 — Три панно для фасада церкви Всех Святых в Екатеринбурге (в дар церкви, где был крещён во младенчестве);
- С 1992 — Цикл картин «Русские сны»;
- Серия портретов творческих людей, написанных с натуры: Пётр Гусев (Санкт-Петербургский Государственный музей театрального и музыкального искусства), 1984; Борис Штоколов, 1984; Елена Гоголева, 1984 (ЦДРИ, Москва); Верико Анджапаридзе, 1985; Юрий Соломин, 1986; Иннокентий Смоктуновский, 1988; Юрий Яковлев, 1988; Жан Маре, 1995; Инна Чурикова, 1998; Глеб Панфилов, 1998; Жерар Депардье, 2003; Сергей Безруков, 2010;
- 1993 «Посвящение Шаляпину» — экспонировалась в Большом театре 13 февраля 1993; вариант картины находится в музее Театра оперы и балета Казани — родине Шаляпина;
- Серия картин, посвящённых балету: «Посвящение Русскому балету Дягилева» (триптих), 1997; «Посвящение Нижинскому», 1999—2001; «Портрет Рудольфа Нуриева в пируэте» (репродукция — на обложке французского журнала «DANSE light», Париж, март-апрель 2003); «Серж Лифарь в роли Икара», 2005;
- Серия картин для интерьеров Дворца президента Объединённых Арабских Эмиратов, шейха Зайда ибн Султана Аль Нахайяна;

## Награды
- Лауреат Всероссийского конкурса творчества молодых, 1974.
- Медаль города Версаля, 1995.
- Кавалер ордена Звезды Европы «за произведения в целом и художественную деятельность», 1998[40].
- Лауреат Гран-при Фонда Тейлора, Париж, 1999.
- Избран «Художником 2000 года» Американским Биографическим Институтом, 2000.
- Диплом высшей степени I-го Международного конгресса художников-пастелистов, Париж, 2007.
- Медаль «Во славу Отечества», 2009[41].
- Золотой диплом Дягилева, Париж, 2009.
- Медаль Дягилева, Монако. 2009.
- Избран членом-корреспондентом Национальной академии филателии Российской Федерации (диплом), декабрь 2011.
- Грамота «за лучшую почтовую марку России 2012 года, посвящённую 400-летию восстановления единства Российского государства», Москва, декабрь 2012.
- Медаль Фаберже «за выдающийся вклад в развитие международной филателии», 2013.
- Грамота «за личный вклад в развитие русской филателии и за лучшую почтовую марку России 2013 года, посвящённую Равноапостольным Св. Кириллу и Мефодию», Москва, январь 2014.
- Диплом Международного конкурса творческих работ «Живая связь времен» (1-е место), 2014.
- Приз «Пастель» (1-е место) 4-го Международного конкурса живописи большого формата в Фурже на Фестивале Нормандия импрессионист (Festival Normandie impressionniste 2016), июнь 2016.

## Публикации

### Книги и каталоги
- Каталог выставки новых приобретений Государственной Картинной Галереей Свердловска,  текст: Л. Савицкая.  — Свердловск,  1982.
- Каталог Всесоюзной выставки «Молодость страны». — Москва, 1982.
- Каталог выставки «Искусство и Космос», текст: Регина Вестфаль. — Гамбург, 1989.
- «Gueorgui CHICHKINE». Альбом к 20-летию творческой деятельности; предисловие: Андре Дамьен ( (фр.) André Damien), член Французской Академии, мэр Версаля; текст: Пьер-Марк Левержуа, писатель, искусствовед. — Париж, 1995.
- Каталог выставки «Художники мира», стр. 40-41. — Париж, 1995.
- Каталог выставки «XXXII-й Приз Международного современного искусства Монте-Карло», Монако, 1998.
- Каталог выставки в Кристис (Christie’s) 12-ти художников: Арман, Ботеро, Георгий Шишкин, Матта, Фолон и другие. — Монако, март 1999.
- Каталог II-го Фестиваля российского искусства в Каннах, 1999.
- WHO’S WHO IN INTERNATIONAL ART: les grands et nouveaux noms du Monde Artistique d’Aujourd’hui" — International biographical art dictionary, 2000. — С. 36, 81 и 94. (фр.)
- Monographie «Gueorgui CHICHKINE» de collection: «Les Grands et Nouveaux Noms de l’art à la naissance du XXIe siècle», Ed. «Who’s who in international art», 2000. (фр.)
- Le Delarge, Dictionnaire des arts plastiques modernes et contemporains (Справочник современного изобразительного искусства), Éditions Gründ, Paris. Jean-Pierre Delarge, 2001. — ISBN 978-2-7000-3055-6
- Каталог выставки «Адам и Ева», Монако. — декабрь 2002.
- Искусство России (Art Guide): ежегодный каталог-справочник. — М.: СканРус, 2004.
- Искусство России (Art Guide): ежегодный каталог-справочник. — М.: СканРус, 2005.
- Искусство России (Art Guide): ежегодный каталог-справочник. — М.: СканРус, 2006.
- 1000 русских художников. — М.: Белый город, 2006.
- Искусство России (Art Guide): ежегодный каталог-справочник. — М.: СканРус, 2007.
- Люксовый каталог выставки 100 марок и филателистических документов среди наиболее редких мира, «MonacoPhil 2006», Монако / Catalogue de Luxe de l’Exposition des 100 timbres et documents philatéliques parmi les plus rares du monde, «MonacoPhil 2006», Monaco[42].
- Annuaire des Artistes de Monaco Архивная копия от 25 апреля 2012 на Wayback Machine (Справочник художников Монако), 2008.
- «Реализм XXI века» (живопись, графика, скульптура). — М.: СканРус, 2010.
- Альбом о Екатеринбурге и области (Георгий Шишкин в разделе «Известные личности», стр. 72-73.), 2011. Альбом был представлен на выставке Иннопром 2011 (II Уральская международная выставка и форум промышленности и инноваций) с 14 по 17 июля 2011 года.
- Каталог выставки / альбом «Георгий Шишкин / Guéorgui CHICHKINE», Государственный Русский музей (каталог выставки), изд-во Palace Editions, 2017[43].

### Телевидение
- Репортаж о первой персональной выставке Георгия Шишкина в Свердловске // Киножурнал «Советский Урал», Свердловская киностудия, 1981, № 13 (05:57-07:28);
- Научно-популярная передача «Очевидное-невероятное» (ведущий Сергей Капица представил произведения художника Георгия Шишкина), 1987;
- Документальный фильм «Георгий Шишкин» (из цикла «В мастерской художника», снят в квартире актрисы Елены Николаевны Гоголевой), 1988;
- Передача «Добрый вечер, Москва!» «Беседа с художником Георгием Шишкиным», ведущая Нелли Меркулова, 1990;
- Передача «К 120-летию Шаляпина» («Посвящение Шаляпину» художника Георгия Шишкина) // канал Российские университеты, 24 мая 1993;
- Передача «Музыкальный киоск» («Посвящение Шаляпину» художника Георгия Шишкина) // 1 канал «Останкино», 29 мая 1993;
- Передача «К 120-летию Шаляпина» («Посвящение Шаляпину» художника Георгия Шишкина) // канал Российские университеты, 8 июня 1993;
- Сюжет в новостях: «Выставка „Русские сны“ Георгия Шишкина в Ницце» // главный канал Франции Télévision française 1 / TF1, 10 сентября 2000;
- Сюжет в новостях: «Русские сны» Шишкина в Ницце" // канал France 2, Франция, 12 сентября 2000;
- Сюжет в новостях: «Выставка Георгия Шишкина в Ницце» // канал M6, Франция, 17 сентября 2000;
- Сюжет в новостях «Время»: Олег Шоммер «Русский художник Шишкин пишет портрет Жерара Депардье» // Первый канал / 1tv, 2004;
- Репортаж с вернисажа выставки Георгия Шишкина в Париже с участием Жерара Депардье // CANAL+, Франция, 2005;
- Сюжет в новостях «Время»: «Русский художник Георгий Шишкин выиграл конкурс на эскиз марки, выпущенной к свадьбе Альбера Второго» // Первый канал, 1 июля 2011;
- Сюжет в новостях: «В центре событий» // ТВ Центр, 3 июля 2011;
- «Магия приключений»: «Монако без яхт и казино» — документальный фильм Сергея Ястржембского, Россия 2, 18 сентября 2011;
- «События»: «Русский художник получил признание в Монако», ТВ Центр (Россия), 1 мая 2012;
- «Благотворительный Бал в Монако» // телеканал Дождь, 19 августа 2013;
- Сюжет в новостях: Дмитрий Сошин «В Монако готовятся к Году России» // Первый канал России / 1tv, 24 октября 2014;
- Сюжет в новостях: "Безруков открыл свой театр «Бешеными деньгами» («Холл театра Сергей Безруков украсил картинами художника Георгия Шишкина») // телеканал Дождь, 26 января 2014;
- Репортаж: «Георгий Шишкин выставляет свои „Русские сны“ в Монако» / «Gueorgui Chichkine expose ses „Rêves Russes“ à Monaco» // Monaco info, 12 июля / le 21 juillet 2015;
- Репортаж: «Шишкин нашего времени. В Русском музее открылась выставка Георгия Шишкина» // Телеканал Санкт-Петербург, 28 июня 2017;
- Репортаж (Культура / Интервью): «В Русском музее открылась выставка Георгия Шишкина» // Пятый канал / 5-tv, 28 июня 2017;
- Сюжет в новостях: Павел Рыжков «Выставка Георгия Шишкина открылась в Выставочном центре Петербургского Союза художников» // НТВ, 29 августа 2017;
- «Прямая речь» (интервью перед открытием выставки в музее г. Владимира): «Художник Георгий Шишкин» // Телерадиокомпания «Губерния-33», 3 ноября 2017;
- Репортаж: «Открытие выставки: „Русские сны“ художника Георгия Шишкина» // Телерадиокомпания «Губерния-33», 3 ноября 2017;
- Репортаж с открытия выставки во Владимире: Выставка Георгия Шишкина «Русские сны»: «ОН СМОГ УЛОВИТЬ ЗАГАДКУ РОССИИ» // Телеканал «Вариант», Ирина Шульга, Алексей Ковалёв, 3 ноября 2017;
- Гость студии «Георгий Шишкин - художник», ведущая Екатерина Антонова // ГТРК Владимир, 15 ноября 2017;
- Новости культуры. Эфир от 22.11.2017 (08:00) // Телеканал «Россия – Культура», 22 ноября 2017 ;

### Радио
- Тамара Приходько: «Выставка художника Георгия Шишкина в Ницце», интервью, Радио «Маяк», сентябрь 2000;
- Наталья Полторацкая: «Русские сны художника Георгия Шишкина», интервью // РГРК «Голос России», 23 сентября 2007;
- Андрей Мартынов: "Георгий Шишкин: «Познанию человека нет границ», часть 1 — Международный проект «Неизвестная планета», интервью // Радио России / Радио «Маяк», 18 декабря 1914;
- Андрей Мартынов: «Кажущаяся объективность техники: взгляд художника (Георгий Шишкин)», часть 2 — Международный проект «Неизвестная планета», интервью // Радио России / «Радио Маяк», 11 декабря 2014;
- Валерий Скорбилин: «Выставка Георгия Шишкина в г. Владимире», интервью // ГТРК, Радио России Владимир, 13 ноября 2017;